# Don LaFontaine
Donald Leroy LaFontaine (* 26. August 1940 in Duluth, Minnesota; † 1. September 2008 in Los Angeles, Kalifornien) war ein US-amerikanischer Sprecher von Kinotrailern. Er war dafür berühmt, über 5.000 Trailer und 350.000 Fernsehwerbespots gesprochen zu haben.

## Karriere
LaFontaine arbeitete bei der United States Army als Toningenieur für deren Musikkorps. Nach Beendigung seines Wehrdienstes arbeitete er bei einem Aufnahmestudio in New York. 1964 wurde er von Metro-Goldwyn-Mayer als Voice-over-Sprecher engagiert. In den 1970er-Jahren arbeitete er exklusiv für Paramount Pictures und wurde dort bis zum Vizepräsidenten befördert. Anfang der 1980er-Jahre machte LaFontaine sich wieder selbständig. Seit dieser Zeit sprach er bis zu 60 Einspieler am Tag und galt als einer der gefragtesten Sprecher der Vereinigten Staaten.
LaFontaine verstarb 68-jährig an den Folgen einer kollabierten Lunge.